# Накуру (озеро)
Озеро Накуру (англ. Lake Nakuru) — одне з озер, розташованих уздовж Великого Африканського розлому (Great Rift Valley) в Кенії (Kenya), за 156 км від столиці країни Найробі. Його площа — близько 40 км², а максимальна глибина близько 3 м. Накуру — високогірне озеро, воно знаходиться на висоті 1759 м над рівнем моря. Його живлять дві великі річки — Ньїро і Ндеріт. «Накуру» мовою масаїв означає «запилене місце». 
Накуру входить до системи з восьми озер (Найваша, Барінго, Туркана, Накуру та ін.), що ланцюгом протягнулися уздовж східного берега Африки Зоною Розломів від Лівану до Мозамбіку. Ці озера розташовані на різній висоті і розрізняються за ступенем солоності: серед них є прісні, помірно солоні і надсолені, або содові озера.
Озеро Накуру є надсоленим через високий вміст у воді карбонатів і бікарбонатів, тому тут зустрічаються лише ті рідкісні рослини і живі істоти, які змогли пристосуватися до таких умов: нечисленні водорості, кілька видів зоопланктону, дрібні рачки і всього лише один вид риби. Дивно, але цей, здавалося б, убогий спектр водної флори і фауни приваблює на озеро незлічену кількість птахів, самі примітні з них — малі фламінго. Ці птахи відрізняються яскраво-рожевим забарвленням — на озері їх може збиратися до півтора мільйонів. Такий незвичайний колір їх пір'ю надає бета-каротин, що міститься у водоростях спіруліна, якими харчуються фламінго. Також тут мешкають звичайні фламінго, чаплі, великий білий пелікан, жовтодзьобий лелека і африканський орел-рибалка.